# 吉屋信子
吉屋 信子（1896年1月12日—1973年7月11日），是活耀於大正與昭和時期的日本小說家。

## 生平
吉屋信子出生於新潟縣，於櫪木縣度過少女時期。父親雄一是下都賀郡的郡長，有著頑固的男尊女卑想法的，信子的內心對其感到排斥。從真岡移居至櫪木市後，於櫪木高等女學校（現為櫪木縣立櫪木女子高等學校）入學時，受到了新渡戶稻造的演說：「若不能在成為良妻賢母之前成為一位有用的人我會感到為難。所謂的教育指的是為了成為有用的人而學習。」影響，從而開始投稿短歌或物語至少女雜誌。成為日光小學校的代課老師後仍不捨往文學發展的道路，畢業後搬到東京並立志成為作家。1916年（大正5年），開始於『少女畫報』雜誌上連載《花物語》，成為了人氣作家。之後，以《直到天涯海角》獲選大阪朝日新聞懸賞小説，出道成為小說家。
1919年（大正8年），於《閣樓中的兩位處女》中說出自己的同性愛體驗。
1923年（大正12年）1月，與後來裡外支撐她半個世紀之久的門馬千代有了命運性的相遇。門馬千代（1899-1988），是前相馬藩藩士門馬長次的長女，時任女校教師。1928年，跟隨著千代在滿洲經由蘇聯遠渡至歐洲，並在巴黎停留了將近一年，之後經由美國返國。戰前熱衷於高爾夫、戰後則是賽馬，且還成為了賽馬馬主。在太平洋戰爭爆發前，曾以特派員的身分，造訪印尼與越南。
1934年（昭和9年）的《這個道路那個道路》，於1936年由松竹改編為電影；1985年，改編為《乳姊妹》（TBS電視、大映電視）；2005年，改編為電視劇《冬之輪舞》。
1937年（昭和12年）發表的《良人的貞操》以不被當成問題的男性通姦問題為主題，引發議論。1952年（昭和27年）以《安宅家的人們》、《鬼火》獲得第4回日本女性文學家獎，獲得文壇廣泛的認同。晩年執筆《徳川的夫人們》、《女人平家》等以女性史為題材的長篇時代小說。
1957年，信子的伴侶門馬千代為支持信子的文學活動成為其養女。
1973年（昭和48年）因結腸癌而病逝，享年77歲。信子晚年於鐮倉自建的宅邸中度過。信子死後，宅邸由千代捐給鎌倉市，成為吉屋信子記念館。

## 影響
信子成為少女小說類型的開山祖師。自十歲起不斷向少女雜誌投稿，獲得好評。在少女同人社群內獲稱為「從少女的角度為了少女的少女小說家」。另一方面、1935年，作為大眾小說家的女性作家，其藝術性受到貶低。又，二戰期間，跟隨時局參與文化動員，支持當時的殖民地主義，受到嚴厲的批判。
昭和末期，受到信子少女小說影響的冰室冴子再度掀起少女小說熱潮，也影響了平成的少女漫畫及輕小說。久米依子認為吉永史的《大奧》受到了信子《徳川的夫人們》的影響。

## 作品
- 花物語（1920年單行本化）
- 閣樓中的兩位處女（1920年單行本化）
- 三朵花（1927年）
- 黎明的聖歌（1928年）
- 白鸚鵡（1928年）
- 七本椿（1929年）
- 紅雀（1930年）
- 櫻貝（1931年）
- 枸橘的花（1933年）
- 這個道路那個道路（1934年）
- 少女系列 其之一 花物語 福壽草（1935年）
- 小小的花叢（1935年）
- 司馬家的小孩房間（1936年）
- 毬子（1936年）
- 良人的貞操（1937年）
- 少女筆記本（1939年）
- 少女期（1941年）
- 安宅家的人們（1952年）
- 時代的聲音（1965年）
- 徳川的夫人們（1966年）
- 女人平家（1971年）

## 被拍成電影的作品
- 石田民三監督『釣鐘草』（1934年、新興電影）
- 川手二郎監督『少女系列 其之一　福壽草』（1935年）
- 川手二郎監督『少女系列 其之二　釣鐘草』（1935年）
- 田中重雄監督『三聯花』（1935年、新興電影）
- 川手二郎監督『乙女橋』（1936年）
- 佐佐木康監督『這個道路那個道路』（1936年、松竹）
- 山本嘉次郎監督『良人的貞操』（1937年、東寶電影）
- 石田民三監督『花摘日記』（1939年、東寶電影）
- 佐藤武監督『入江貴子的妻子的場合』（1940年、東寶電影）

## 評傳
- 田邊聖子《夢遙吉屋信子》上・下巻（1999年、朝日新聞社刊）

### 註腳
1. ↑  鹿児島 1984，第216頁.
2. ↑  『女人吉屋信子』吉武輝子、1982年、p134
3. ↑  . 読売新聞朝刊. 1928-09-26: 7.
4. ↑  山川菊栄. . 読売新聞朝刊. 1937-05-07: 9.
5. ↑  . 読売新聞朝刊. 1952-02-12: 3.
6. ↑   (PDF). 鐮倉市教育委員會. 2015  [2023-03-23]. （原始内容存档 (PDF)于2023-03-23）. 門馬千代はその後、信子の作家活動を支えつづ. けて、昭和三十二年に養女となり、六十三年八月に、死去した
7. ↑  鹿児島 1984，第220-222頁.
8. ↑  中川 2013，第62-65頁.
9. ↑  竹田志保「吉屋信子の〈戦争〉」[]
10. ↑  久米依子.  (PDF).[]

### 文獻
- 鹿児島達雄. . かまくら春秋社. 1984.

- 中川裕美. . 本の未来を考える=出版メディアパル No.24 第1版第1刷. 出版メディアパル. 2013  [2023-03-23]. ISBN 978-4902251241. （原始内容存档于2023-03-23）.
- 大阪國際兒童文學館 編 『日本兒童文學大事典 第2巻』 （1993年）

## 外部連結
- 吉屋信子記念館（日語）
- 中原淳一・吉屋信子集（日語）